# Station d'écologie de Lamto
La station d'écologie de Lamto est une station de recherche en écologie située dans le département de Taabo, au centre de la Côte d'Ivoire. Elle est implantée en bordure du Bandama, au sein même de la réserve naturelle de Lamto (grande de 2 500 hectares), au contact des zones forestières du Sud du pays et de la savane à rôniers du « V » Baoulé.

## Histoire
La station de Lamto a été fondée le 12 juillet 1962 par deux scientifiques français, Maxime Lamotte et Jean-Luc Tournier – d'où l'acronyme Lam-To – pour poursuivre les recherches menées auparavant au Mont Nimba sur la structure et le fonctionnement des biocénoses herbacées. La Côte d'Ivoire avait été retenue notamment du fait de « l'esprit de coopération qui y régnait au niveau du Gouvernement ». 
Dépendant du CNRS puis rattaché à l'Université Félix-Houphouët-Boigny, Lamto a été depuis sa fondation un centre actif d'étude et de formation pluridisciplinaires en écologie tropicale, sous l'égide du laboratoire de zoologie puis d'écologie de l'École normale supérieure, et un des lieux fondateurs de l'écologie en Côte d'Ivoire. Pendant quarante ans, les nombreux chercheurs qui s'y sont succédé ont consacré d'importants travaux aux biocénoses et au fonctionnement des écosystèmes de la savane, notamment dans le cadre de programmes de recherche internationaux (Programme biologique international…). 
Des écoles thématiques africaines sur le développement durable y avait été initiées avant que les troubles militaires qui ont touché la Côte d'Ivoire depuis la fin des années 1990 et l'interruption de toute coopération française ne restreignent grandement les activités de la station.